# Liste von Terroranschlägen in Kolumbien
Die Liste von Terroranschlägen in Kolumbien beinhaltet eine Übersicht über in Kolumbien verübte Terroranschläge.

## Erläuterung
In der Spalte Politische Ausrichtung ist die politische bzw. weltanschauliche Einordnung der Täter angegeben: faschistisch, rassistisch, nationalistisch, nationalsozialistisch, sozialistisch, kommunistisch, antiimperialistisch, islamistisch (schiitisch, sunnitisch, deobandisch, salafistisch, wahhabitisch), hinduistisch. Bei vorrangig auf staatliche Unabhängigkeit oder Autonomie zielender Ausrichtung ist autonomistisch vorangestellt, gefolgt von der Region oder der Volksgruppe und ggf. weiteren Merkmalen der Täter: armenisch, irisch (katholisch), kurdisch, tirolisch, tschetschenisch, dagestanisch, punjabisch (sikhistisch), palästinensisch.
Die Opferzahlen der Anschläge werden farbig dargestellt:

Die Zahl bei den Anschlägen getöteter/verletzter Täter ist in Klammern ( ) gesetzt.

## 1981
| Datum/Beginn      | Ort       | Artikel/Quelle(n) | Täter   | Politische Ausrichtung                                               | Mittel                      | Ziel           | Tote | Verletzte | Hintergrund                       |
| ----------------- | --------- | ----------------- | ------- | -------------------------------------------------------------------- | --------------------------- | -------------- | ---- | --------- | --------------------------------- |
| 17. März 1981     | Putumayo  | [ 1 ]             | M-19    | bolivarianistisch, links-nationalistisch, revolutionär-sozialistisch | Automatische Schusswaffe(n) | Militäreinheit | 20   | 0         | Bewaffneter Konflikt in Kolumbien |
| 13. Juli 1981     | Magdalena | [ 2 ]             | FARC-EP | marxistisch-leninistisch, bolivarianistisch, links-nationalistisch   | Automatische Schusswaffe(n) | Militäreinheit | 21   | 0         | Bewaffneter Konflikt in Kolumbien |
| 09. Dezember 1981 | Caquetá   | [ 3 ]             | M-19    | bolivarianistisch, links-nationalistisch, revolutionär-sozialistisch | Automatische Schusswaffe(n) | Militäreinheit | 20   | 0         | Bewaffneter Konflikt in Kolumbien |

## 1982
| Datum/Beginn      | Ort       | Artikel/Quelle(n) | Täter | Politische Ausrichtung                                               | Mittel                      | Ziel              | Tote | Verletzte | Hintergrund                       |
| ----------------- | --------- | ----------------- | ----- | -------------------------------------------------------------------- | --------------------------- | ----------------- | ---- | --------- | --------------------------------- |
| 10. März 1982     | Bogotá    | [ 4 ]             | M-19  | bolivarianistisch, links-nationalistisch, revolutionär-sozialistisch | Autobombe                   | Präsidentenpalast | 1    | 43        | Bewaffneter Konflikt in Kolumbien |
| 16. November 1982 | Antioquia | [ 5 ]             | M-19  | bolivarianistisch, links-nationalistisch, revolutionär-sozialistisch | Automatische Schusswaffe(n) | Dorf              | 20   | 0         | Bewaffneter Konflikt in Kolumbien |

## 1984
| Datum/Beginn    | Ort                    | Artikel/Quelle(n) | Täter      | Politische Ausrichtung                                                                         | Mittel                                   | Ziel           | Tote | Verletzte | Hintergrund                       |
| --------------- | ---------------------- | ----------------- | ---------- | ---------------------------------------------------------------------------------------------- | ---------------------------------------- | -------------- | ---- | --------- | --------------------------------- |
| 14. März 1984   | Florencia              | [ 6 ]             | M-19       | bolivarianistisch, links-nationalistisch, revolutionär-sozialistisch                           | Schusswaffen                             | Gefängnis      | 30   | 0         | Bewaffneter Konflikt in Kolumbien |
| 14. März 1984   | Florencia              | [ 7 ]             | M-19       | bolivarianistisch, links-nationalistisch, revolutionär-sozialistisch                           | Automatische Schusswaffe(n)              | Bank           | 32   | 50        | Bewaffneter Konflikt in Kolumbien |
| 11. August 1984 | Yumbo                  | [ 8 ]             | M-19, FARC | bolivarianistisch, links-nationalistisch, revolutionär-sozialistisch, marxistisch-leninistisch | Automatische Schusswaffe(n), Sprengstoff | Stadt          | 17   | 22        | Bewaffneter Konflikt in Kolumbien |
| 22. August 1984 | Departamento de Arauca | [ 9 ]             | ELN        | marxistisch-leninistisch                                                                       | Automatische Schusswaffe(n)              | Polizeieinheit | 11   | 25        | Bewaffneter Konflikt in Kolumbien |

## 1985
| Datum/Beginn       | Ort                    | Artikel/Quelle(n) | Täter   | Politische Ausrichtung                                               | Mittel                                 | Ziel           | Tote     | Verletzte | Hintergrund                       |
| ------------------ | ---------------------- | ----------------- | ------- | -------------------------------------------------------------------- | -------------------------------------- | -------------- | -------- | --------- | --------------------------------- |
| 14. April 1985     | Departamento del Cauca | [ 10 ]            | M-19    | bolivarianistisch, links-nationalistisch, revolutionär-sozialistisch | Automatische Schusswaffe(n)            | Dorf           | 20       | 20        | Bewaffneter Konflikt in Kolumbien |
| 09. Juni 1985      | Valle del Cauca        | [ 11 ]            | M-19    | bolivarianistisch, links-nationalistisch, revolutionär-sozialistisch | Automatische Schusswaffe(n)            | Militäreinheit | 30       | 0         | Bewaffneter Konflikt in Kolumbien |
| 20. September 1985 | Florida                | [ 12 ]            | M-19    | bolivarianistisch, links-nationalistisch, revolutionär-sozialistisch | Automatische Schusswaffe(n)            | Militäreinheit | 25       | 0         | Bewaffneter Konflikt in Kolumbien |
| 06. November 1985  | Bogotá                 | [ 13 ]            | M-19    | bolivarianistisch, links-nationalistisch, revolutionär-sozialistisch | Maschinenpistole(n)                    | Justiz-Palast  | 62 (+35) |           | Bewaffneter Konflikt in Kolumbien |
| 10. November 1985  | Jambaló                | [ 14 ]            | M-19    | bolivarianistisch, links-nationalistisch, revolutionär-sozialistisch | Automatische Schusswaffe(n)            | Militäreinheit | 28       | 18        | Bewaffneter Konflikt in Kolumbien |
| 29. November 1985  | Urabá                  | [ 15 ]            | FARC-EP | marxistisch-leninistisch, bolivarianistisch, links-nationalistisch   | Automatische Schusswaffe(n), Rakete(n) | Militäreinheit | 23       | 0         | Bewaffneter Konflikt in Kolumbien |
| 30. November 1985  | Cali                   | [ 16 ]            | M-19    | bolivarianistisch, links-nationalistisch, revolutionär-sozialistisch | Panzer, Mörser                         | Dorf           | 19       | 40        | Bewaffneter Konflikt in Kolumbien |
| 01. Dezember 1985  | Turbo                  | [ 17 ]            | FARC-EP | marxistisch-leninistisch, bolivarianistisch, links-nationalistisch   | Automatische Schusswaffe(n)            | Militäreinheit | 23       | 0         | Bewaffneter Konflikt in Kolumbien |
| 02. Dezember 1985  | Cali                   | [ 18 ]            | M-19    | bolivarianistisch, links-nationalistisch, revolutionär-sozialistisch | Automatische Schusswaffe(n)            | Militäreinheit | 26       | 0         | Bewaffneter Konflikt in Kolumbien |

## 1986
| Datum/Beginn      | Ort             | Artikel/Quelle(n) | Täter | Politische Ausrichtung                                               | Mittel                      | Ziel           | Tote | Verletzte | Hintergrund                       |
| ----------------- | --------------- | ----------------- | ----- | -------------------------------------------------------------------- | --------------------------- | -------------- | ---- | --------- | --------------------------------- |
| 03. Februar 1986  | Cauca           | [ 19 ]            | M-19  | bolivarianistisch, links-nationalistisch, revolutionär-sozialistisch | Automatische Schusswaffe(n) | Dorf           | 30   |           | Bewaffneter Konflikt in Kolumbien |
| 04. März 1986     | Valle del Cauca | [ 20 ]            |       |                                                                      | Automatische Schusswaffe(n) | Militäreinheit | 44   | 0         | Bewaffneter Konflikt in Kolumbien |
| 11. März 1986     | Valle del Cauca | [ 21 ]            | M-19  | bolivarianistisch, links-nationalistisch, revolutionär-sozialistisch | Automatische Schusswaffe(n) | Dorf           | 40   | 0         | Bewaffneter Konflikt in Kolumbien |
| 01. November 1986 | Antioquia       | [ 22 ]            | CGSB  | kommunistisch                                                        | Automatische Schusswaffe(n) | Militäreinheit | 20   | 0         | Bewaffneter Konflikt in Kolumbien |
| 06. November 1986 | Antioquia       | [ 23 ]            | CGSB  | kommunistisch                                                        |                             | Militäreinheit | 30   | 0         | Bewaffneter Konflikt in Kolumbien |

## 1987
| Datum/Beginn    | Ort          | Artikel/Quelle(n) | Täter | Politische Ausrichtung                                               | Mittel                      | Ziel           | Tote | Verletzte | Hintergrund                       |
| --------------- | ------------ | ----------------- | ----- | -------------------------------------------------------------------- | --------------------------- | -------------- | ---- | --------- | --------------------------------- |
| 13. Januar 1987 | Barranquilla | [ 24 ]            | M-19  | bolivarianistisch, links-nationalistisch, revolutionär-sozialistisch | Brandbombe                  | Passagierbus   | 13   | 37        | Bewaffneter Konflikt in Kolumbien |
| 17. März 1987   | San Pablo    | [ 25 ]            | ELN   | marxistisch-leninistisch                                             | Automatische Schusswaffe(n) | Militäreinheit | 27   | 0         | Bewaffneter Konflikt in Kolumbien |

## 1988
| Datum/Beginn      | Ort       | Artikel/Quelle(n) | Täter                                     | Politische Ausrichtung                                             | Mittel                                  | Ziel                              | Tote | Verletzte | Hintergrund                       |
| ----------------- | --------- | ----------------- | ----------------------------------------- | ------------------------------------------------------------------ | --------------------------------------- | --------------------------------- | ---- | --------- | --------------------------------- |
| 29. Januar 1988   | Antioquia | [ 26 ]            | EPL                                       | kommunistisch, anti-revisionistisch, marxistisch-leninistisch      | Automatische Schusswaffe(n)             | Militäreinheit                    | 30   | 0         | Bewaffneter Konflikt in Kolumbien |
| 04. März 1988     | Antioquia | [ 27 ]            | National Socialist Civic Workers Movement |                                                                    | Automatische Schusswaffe(n)             | Arbeiter                          | 21   | 0         | Bewaffneter Konflikt in Kolumbien |
| 10. Mai 1988      | Santander | [ 28 ]            |                                           |                                                                    | Sprengstoff                             | Restaurant                        | 2    | 40        | Bewaffneter Konflikt in Kolumbien |
| 23. August 1988   | Córdoba   | [ 29 ]            | FARC-EP                                   | marxistisch-leninistisch, bolivarianistisch, links-nationalistisch | Automatische Schusswaffe(n)             | Militär- und Polizeihauptquartier | 39   | 0         | Bewaffneter Konflikt in Kolumbien |
| 11. November 1988 | Antioquia | [ 30 ]            | Todesschwadron                            |                                                                    | Automatische Schusswaffe(n), Granate(n) | Dorf                              | 43   | 47        | Bewaffneter Konflikt in Kolumbien |
| 27. November 1988 | Meta      | [ 31 ]            | FARC-EP                                   | marxistisch-leninistisch, bolivarianistisch, links-nationalistisch |                                         | Militäreinheit                    | 20   | 0         | Bewaffneter Konflikt in Kolumbien |

## 1989
| Datum/Beginn      | Ort     | Artikel/Quelle(n) | Täter | Politische Ausrichtung   | Mittel                      | Ziel           | Tote | Verletzte | Hintergrund                       |
| ----------------- | ------- | ----------------- | ----- | ------------------------ | --------------------------- | -------------- | ---- | --------- | --------------------------------- |
| 15. November 1989 | Bolívar | [ 32 ]            | ELN   | marxistisch-leninistisch | Automatische Schusswaffe(n) | Militäreinheit | 30   | 0         | Bewaffneter Konflikt in Kolumbien |

## 1990
| Datum/Beginn      | Ort             | Artikel/Quelle(n) | Täter   | Politische Ausrichtung                                             | Mittel                                     | Ziel                              | Tote | Verletzte | Hintergrund                       |
| ----------------- | --------------- | ----------------- | ------- | ------------------------------------------------------------------ | ------------------------------------------ | --------------------------------- | ---- | --------- | --------------------------------- |
| 03. November 1990 | Valle del Cauca | [ 33 ]            | ELN     | marxistisch-leninistisch                                           | Automatische Schusswaffe(n), Brandstiftung | Bus                               | 3    | 20        | Bewaffneter Konflikt in Kolumbien |
| 06. November 1990 | Valle del Cauca | [ 34 ]            | ELN     | marxistisch-leninistisch                                           | Brandstiftung                              | Bus                               | 3    | 22        | Bewaffneter Konflikt in Kolumbien |
| 06. November 1990 | Valle del Cauca | [ 35 ]            | ELN     | marxistisch-leninistisch                                           | Brandstiftung                              | Bus                               | 3    | 22        | Bewaffneter Konflikt in Kolumbien |
| 10. November 1990 | Antioquia       | [ 36 ]            | FARC-EP | marxistisch-leninistisch, bolivarianistisch, links-nationalistisch | Automatische Schusswaffe(n)                | Militärstützpunkt, Polizeistation | 25   | 8         | Bewaffneter Konflikt in Kolumbien |

## 1991
| Datum/Beginn      | Ort                    | Artikel/Quelle(n) | Täter             | Politische Ausrichtung | Mittel                                  | Ziel   | Tote | Verletzte | Hintergrund                       |
| ----------------- | ---------------------- | ----------------- | ----------------- | ---------------------- | --------------------------------------- | ------ | ---- | --------- | --------------------------------- |
| 15. August 1991   | Bolívar                | [ 37 ]            | CGSB              | kommunistisch          | Automatische Schusswaffe(n), Granate(n) | Dorf   | 30   | 0         | Bewaffneter Konflikt in Kolumbien |
| 16. Dezember 1991 | Departamento del Cauca | [ 38 ]            | Rechtsextremisten | rechtsextremistisch    | Automatische Feuerwaffe                 | Kirche | 20   | 10        | Bewaffneter Konflikt in Kolumbien |

## 1992
| Datum/Beginn      | Ort      | Artikel/Quelle(n) | Täter   | Politische Ausrichtung                          | Mittel                                             | Ziel | Tote | Verletzte | Hintergrund                       |
| ----------------- | -------- | ----------------- | ------- | ----------------------------------------------- | -------------------------------------------------- | ---- | ---- | --------- | --------------------------------- |
| 07. November 1992 | Putumayo | [ 39 ]            | FARC-EP | marxistisch-leninistisch, links-nationalistisch | Rakete(n), Granate(n), Automatische Schusswaffe(n) |      | 31   | 0         | Bewaffneter Konflikt in Kolumbien |

## 1993
| Datum/Beginn       | Ort            | Artikel/Quelle(n) | Täter                       | Politische Ausrichtung                                             | Mittel                               | Ziel                                      | Tote   | Verletzte | Hintergrund                       |
| ------------------ | -------------- | ----------------- | --------------------------- | ------------------------------------------------------------------ | ------------------------------------ | ----------------------------------------- | ------ | --------- | --------------------------------- |
| 08. Januar 1993    | Medellín       | [ 40 ]            | Medellín-Kartell            |                                                                    | 2 Selbstmordattentäter mit Autobombe | Apartmentkomplex für Regierungsbeamte     | 0 (+2) | 39        | Bewaffneter Konflikt in Kolumbien |
| 21. Januar 1993    | Bogotá         | [ 41 ]            |                             |                                                                    | Autobombe                            | Zivilisten                                | 0      | 20        | Bewaffneter Konflikt in Kolumbien |
| 30. Januar 1993    | Bogotá         | [ 42 ]            | vermutlich Medellín-Kartell |                                                                    | Autobombe                            | Zivilisten                                | 16     | 33        | Bewaffneter Konflikt in Kolumbien |
| 31. Januar 1993    | Bogotá         | [ 43 ]            | Medellín-Kartell            |                                                                    | Sprengstoff                          | Zivilisten                                | 20     |           | Bewaffneter Konflikt in Kolumbien |
| 15. Februar 1993   | Bogotá         | [ 44 ]            | vermutlich Medellín-Kartell |                                                                    | 2 Autobomben                         | Billardhalle, Gericht, Hotel              | 4      | 240       | Bewaffneter Konflikt in Kolumbien |
| 25. Februar 1993   | Medellín       | [ 45 ]            | vermutlich Medellín-Kartell |                                                                    | Autobombe                            | Park                                      | 0      | 35        | Bewaffneter Konflikt in Kolumbien |
| 15. April 1993     | Bogotá         | [ 46 ]            | Medellín-Kartell            |                                                                    | Autobombe                            | Brasilianische Botschaft, Einkaufszentrum | 12     | 100       | Bewaffneter Konflikt in Kolumbien |
| 02. September 1993 | Bogotá, Tolima | [ 47 ]            | ELN, FARC-EP                | marxistisch-leninistisch, bolivarianistisch, links-nationalistisch |                                      | Soldaten, Polizisten                      | 71     |           | Bewaffneter Konflikt in Kolumbien |
| 07. Oktober 1993   | Bogotá         | [ 48 ]            | FARC-EP                     | marxistisch-leninistisch, links-nationalistisch                    | 3 Sprengsätze                        | Polizeibus, Parteibüro, Regierungsgebäude | 2      | 45        | Bewaffneter Konflikt in Kolumbien |

## 1994
| Datum/Beginn  | Ort       | Artikel/Quelle(n) | Täter   | Politische Ausrichtung                          | Mittel | Ziel | Tote | Verletzte | Hintergrund                       |
| ------------- | --------- | ----------------- | ------- | ----------------------------------------------- | ------ | ---- | ---- | --------- | --------------------------------- |
| 12. März 1994 | Antioquia | [ 49 ]            | FARC-EP | marxistisch-leninistisch, links-nationalistisch |        | Dorf | 21   | 3         | Bewaffneter Konflikt in Kolumbien |

## 1995
| Datum/Beginn       | Ort         | Artikel/Quelle(n)                                       | Täter                                    | Politische Ausrichtung                          | Mittel         | Ziel            | Tote | Verletzte | Hintergrund                       |
| ------------------ | ----------- | ------------------------------------------------------- | ---------------------------------------- | ----------------------------------------------- | -------------- | --------------- | ---- | --------- | --------------------------------- |
| 10. Juni 1995      | Medellín    | [ 50 ]                                                  | FARC-EP                                  | marxistisch-leninistisch, links-nationalistisch | Sprengstoff    | Denkmal         | 29   | 200       | Bewaffneter Konflikt in Kolumbien |
| 20. September 1995 | Apartadó    | [ 51 ]                                                  | FARC-EP                                  | marxistisch-leninistisch, links-nationalistisch | Schusswaffe(n) | Arbeiter        | 24   | 5         | Bewaffneter Konflikt in Kolumbien |
| 18. Oktober 1995   | nahe Bogotá | [ 52 ]                                                  | vermutlich Linksextremisten              | linksextremistisch                              | Sprengsatz     | Soldaten in Bus | 62   | 11        | Bewaffneter Konflikt in Kolumbien |
| 26. Oktober 1995   | Cartagena   | [ 53 ] [ 54 ] [ 55 ] [ 56 ] [ 57 ] [ 58 ] [ 59 ] [ 60 ] | vermutlich rechtsextreme Todesschwadrone | rechtsextremistisch                             | Schusswaffen   |                 | 144  | 0         | Bewaffneter Konflikt in Kolumbien |

## 1996
| Datum/Beginn      | Ort      | Artikel/Quelle(n) | Täter   | Politische Ausrichtung                          | Mittel      | Ziel          | Tote | Verletzte | Hintergrund                       |
| ----------------- | -------- | ----------------- | ------- | ----------------------------------------------- | ----------- | ------------- | ---- | --------- | --------------------------------- |
| 16. April 1996    | Nariño   | [ 61 ]            | FARC-EP | marxistisch-leninistisch, links-nationalistisch | Sprengstoff | Militärkonvoi | 31   | 18        | Bewaffneter Konflikt in Kolumbien |
| 13. August 1996   | Orito    | [ 62 ]            |         |                                                 | Granate     | Demonstranten | 2    | 37        | Bewaffneter Konflikt in Kolumbien |
| 17. August 1996   | Medellín | [ 63 ]            |         |                                                 | Sprengstoff | Diskothek     | 1    | 21        | Bewaffneter Konflikt in Kolumbien |
| 16. Dezember 1996 | Medellín | [ 64 ]            |         |                                                 | Autobombe   | Wohngebäude   | 1    | 48        | Bewaffneter Konflikt in Kolumbien |
| 17. Dezember 1996 | Montería | [ 65 ]            |         |                                                 | Sprengstoff | Gebäude       | 4    | 38        | Bewaffneter Konflikt in Kolumbien |

## 1997
| Datum/Beginn      | Ort       | Artikel/Quelle(n)                                | Täter   | Politische Ausrichtung                          | Mittel         | Ziel        | Tote | Verletzte | Hintergrund                       |
| ----------------- | --------- | ------------------------------------------------ | ------- | ----------------------------------------------- | -------------- | ----------- | ---- | --------- | --------------------------------- |
| 29. Januar 1997   | Medellín  | [ 66 ]                                           |         |                                                 | Sprengstoff    | Gebäude     | 4    | 40        | Bewaffneter Konflikt in Kolumbien |
| 23. Februar 1997  | Caquetá   | [ 67 ]                                           |         |                                                 | Landmine       | Soldaten    | 3    | 25        | Bewaffneter Konflikt in Kolumbien |
| 27. Februar 1997  | Apartadó  | [ 68 ]                                           | ELN     | marxistisch-leninistisch                        | Autobombe      | Hotel       | 11   | 60        | Bewaffneter Konflikt in Kolumbien |
| 29. April 1997    | Bolívar   | [ 69 ]                                           |         |                                                 | Messer         | Zivilisten  | 1    | 60        | Bewaffneter Konflikt in Kolumbien |
| 06. Juli 1997     | Arauca    | [ 70 ]                                           | ELN     | marxistisch-leninistisch                        | Schusswaffe(n) | Helikopter  | 21   | 2         | Bewaffneter Konflikt in Kolumbien |
| 19. Juli 1997     | Meta      | [ 71 ]                                           |         |                                                 | Messer         | Dorf        | 30   | 0         | Bewaffneter Konflikt in Kolumbien |
| 18. August 1997   | Bogotá    | [ 72 ]                                           |         |                                                 | Granate        | Restaurant  | 2    | 27        | Bewaffneter Konflikt in Kolumbien |
| 31. August 1997   | Putumayo  | [ 73 ]                                           | FARC-EP | marxistisch-leninistisch, links-nationalistisch | Schusswaffe(n) | Dorf        | 24   | 5         | Bewaffneter Konflikt in Kolumbien |
| 17. Dezember 1997 | Antioquia | [ 74 ] [ 75 ] [ 76 ] [ 77 ] [ 78 ] [ 79 ] [ 80 ] | ACCU    |                                                 | Schusswaffen   | Dorf/Dörfer | 280  | 0         | Bewaffneter Konflikt in Kolumbien |

## 1998
| Datum/Beginn      | Ort               | Artikel/Quelle(n) | Täter              | Politische Ausrichtung                          | Mittel                                  | Ziel                                         | Tote     | Verletzte | Hintergrund                       |
| ----------------- | ----------------- | ----------------- | ------------------ | ----------------------------------------------- | --------------------------------------- | -------------------------------------------- | -------- | --------- | --------------------------------- |
| 04. Mai 1998      | Meta              | [ 81 ]            |                    |                                                 | Schuss- und Stichwaffen, Brandstiftung  | Zivilisten                                   | 21       | 6         | Bewaffneter Konflikt in Kolumbien |
| 18. Oktober 1998  | Segovia           | [ 82 ]            | ELN                | marxistisch-leninistisch                        | Sprengstoff                             | Pipeline                                     | 48       | 100       | Bewaffneter Konflikt in Kolumbien |
| 25. Oktober 1998  | Altos del Rosario | [ 83 ]            |                    |                                                 | Schusswaffen, Brandstiftung             | Zivilisten                                   | 20       |           | Bewaffneter Konflikt in Kolumbien |
| 01. November 1998 | Vaupés            | [ 84 ] [ 85 ]     | FARC-EP            | marxistisch-leninistisch, links-nationalistisch | Sprengsätze (Gaszylinder), Schusswaffen | Polizeiposten, Sicherheitskräfte, Zivilisten | 108      |           | Bewaffneter Konflikt in Kolumbien |
| 21. November 1998 | Mitú              |                   | FARC               | marxistisch-leninistisch                        | Schusswaffen                            | Militär                                      | 20 (+40) | 31+       | Bewaffneter Konflikt in Kolumbien |
| 29. Dezember 1998 | Córdoba           | [ 86 ]            | vermutlich FARC-EP | marxistisch-leninistisch, links-nationalistisch | Schusswaffen                            | Militärlager                                 | 30       |           | Bewaffneter Konflikt in Kolumbien |

## 1999
| Datum/Beginn      | Ort       | Artikel/Quelle(n) | Täter              | Politische Ausrichtung                          | Mittel                                 | Ziel                             | Tote | Verletzte | Hintergrund                       |
| ----------------- | --------- | ----------------- | ------------------ | ----------------------------------------------- | -------------------------------------- | -------------------------------- | ---- | --------- | --------------------------------- |
| 10. Januar 1999   | Putumayo  | [ 87 ]            |                    |                                                 | Schusswaffen, Macheten                 | Bauern                           | 20   | 0         | Bewaffneter Konflikt in Kolumbien |
| 21. Mai 1999      | Florencia | [ 88 ]            |                    |                                                 | 3 Sprengsätze                          | Zivilisten                       | 0    | 21        | Bewaffneter Konflikt in Kolumbien |
| 08. Juli 1999     | Antioquia | [ 89 ]            | FARC-EP            | marxistisch-leninistisch, links-nationalistisch | Sprengstoff, Automatische Schusswaffen | Dorf, Polizeistation             | 25   | 0         | Bewaffneter Konflikt in Kolumbien |
| 30. Juli 1999     | Medellín  | [ 90 ]            | FARC-EP            | marxistisch-leninistisch, links-nationalistisch | Autobombe                              | Militärlager                     | 6    | 30        | Bewaffneter Konflikt in Kolumbien |
| 13. November 1999 | Bogotá    | [ 91 ]            |                    |                                                 | Autobombe                              | Gewerbegebiet, Zivilisten        | 8    | 45        | Bewaffneter Konflikt in Kolumbien |
| 12. Dezember 1999 | Chocó     | [ 92 ]            | FARC-EP            | marxistisch-leninistisch, links-nationalistisch | Tränengasgranaten                      | Marinestützpunkt, Polizeikaserne | 65   | 0         | Bewaffneter Konflikt in Kolumbien |
| 18. Dezember 1999 | Putumayo  | [ 93 ]            | vermutlich FARC-EP | marxistisch-leninistisch, links-nationalistisch | Autobombe                              | Zivilisten                       | 4    | 24        | Bewaffneter Konflikt in Kolumbien |

## 2000
| Datum/Beginn      | Ort                    | Artikel/Quelle(n)  | Täter              | Politische Ausrichtung                          | Mittel                         | Ziel                                | Tote    | Verletzte | Hintergrund                       |
| ----------------- | ---------------------- | ------------------ | ------------------ | ----------------------------------------------- | ------------------------------ | ----------------------------------- | ------- | --------- | --------------------------------- |
| 16. Februar 2000  |                        | El-Salado-Massaker | AUC                |                                                 | Massenexekution                | Dorf, Zivilisten                    | 60–100+ |           | Bewaffneter Konflikt in Kolumbien |
| 26. März 2000     | Antioquia              | [ 95 ]             | vermutlich FARC-EP | marxistisch-leninistisch, links-nationalistisch | Schusswaffen, Granaten         | Bürgermeister, Zivilisten           | 29      |           | Bewaffneter Konflikt in Kolumbien |
| 26. März 2000     | Girardot               | [ 96 ]             | vermutlich FARC-EP | marxistisch-leninistisch, links-nationalistisch | Autobombe                      | Polizeistation, Zivilisten, Markt   | 1       | 30        | Bewaffneter Konflikt in Kolumbien |
| 06. April 2000    | Tibú                   | [ 97 ]             |                    |                                                 | Exekution                      | Zivilisten                          | 21      | 5         | Bewaffneter Konflikt in Kolumbien |
| 01. Juli 2000     | Bogotá                 | [ 98 ]             | vermutlich FARC-EP | marxistisch-leninistisch, links-nationalistisch | Raketen                        | Polizeihauptquartier                | 1       | 30        | Bewaffneter Konflikt in Kolumbien |
| Oktober 2000      | Departamento del Cauca | [ 99 ]             | FARC-EP            | marxistisch-leninistisch, links-nationalistisch | Exekution, Brandstiftung       | Zivilisten                          | 20      |           | Bewaffneter Konflikt in Kolumbien |
| 06. Dezember 2000 | Antioquia              | [ 100 ]            | FARC-EP            | marxistisch-leninistisch, links-nationalistisch | Autobombe, Mörser, Sprengsätze | Polizisten, Zivilisten, Milizionäre | 29      | 15        | Bewaffneter Konflikt in Kolumbien |

## 2001
| Datum/Beginn     | Ort             | Artikel/Quelle(n) | Täter              | Politische Ausrichtung                          | Mittel                                 | Ziel                       | Tote | Verletzte | Hintergrund                       |
| ---------------- | --------------- | ----------------- | ------------------ | ----------------------------------------------- | -------------------------------------- | -------------------------- | ---- | --------- | --------------------------------- |
| 10. Januar 2001  | Medellín        | [ 101 ]           | FARC               | marxistisch-leninistisch                        | Autobombe                              | Einkaufszentrum            | 0    | 50+       | Bewaffneter Konflikt in Kolumbien |
| 17. Januar 2001  | Sucre           | [ 102 ]           | AUC                | rechtsextremistisch                             | Macheten, Steine, Vorschlaghämmer      | Dorf                       | 28   | 0         | Bewaffneter Konflikt in Kolumbien |
| 20. Februar 2001 | Bogotá          | [ 104 ]           | vermutlich FARC-EP | marxistisch-leninistisch, links-nationalistisch | Autobombe                              | Militärakademie            | 0    | 20        | Bewaffneter Konflikt in Kolumbien |
| 14. April 2001   | Cauca           | [ 105 ]           | AUC                |                                                 | Schusswaffen                           | Bauern                     | 25   | 0         | Bewaffneter Konflikt in Kolumbien |
| 28. April 2001   | Antioquia       | [ 106 ]           | FARC-EP            | marxistisch-leninistisch, links-nationalistisch | Schusswaffen                           | Zivilisten                 | 21   |           | Bewaffneter Konflikt in Kolumbien |
| 04. Mai 2001     | Cali            | [ 107 ]           | vermutlich ELN     | marxistisch-leninistisch                        | Autobombe                              | Hotel                      | 4    | 25        | Bewaffneter Konflikt in Kolumbien |
| 17. Mai 2001     | Medellín        | [ 108 ]           |                    |                                                 | Autobombe                              | Geschäftsbereich           | 8    | 137       | Bewaffneter Konflikt in Kolumbien |
| 25. Mai 2001     | Bogotá          | [ 109 ]           |                    |                                                 | 2 Sprengsätze                          | Universität                | 4    | 20        | Bewaffneter Konflikt in Kolumbien |
| 30. Mai 2001     | Córdoba         | [ 110 ]           | FARC-EP            | marxistisch-leninistisch, links-nationalistisch | Schuss- und Stichwaffen, Brandstiftung | Zivilisten                 | 24   |           | Bewaffneter Konflikt in Kolumbien |
| 08. August 2001  | Antioquia       | [ 111 ]           | ELN                | marxistisch-leninistisch                        | Schusswaffen, Sprengstoff              | Polizeistation, Zivilisten | 3    | 35        | Bewaffneter Konflikt in Kolumbien |
| 23. August 2001  | Marinilla       | [ 112 ]           | ELN                | marxistisch-leninistisch                        | Autobombe                              | Polizeistation             | 1    | 20        | Bewaffneter Konflikt in Kolumbien |
| 23. August 2001  | Medellín        | [ 113 ]           | ELN                | marxistisch-leninistisch                        | Sprengsatz                             | Radiosender                | 0    | 35        | Bewaffneter Konflikt in Kolumbien |
| 10. Oktober 2001 | Valle del Cauca | [ 114 ]           | AUC                |                                                 |                                        | Dorf                       | 24   | 0         | Bewaffneter Konflikt in Kolumbien |

## 2002
| Datum/Beginn      | Ort           | Artikel/Quelle(n) | Täter              | Politische Ausrichtung                          | Mittel                 | Ziel                         | Tote   | Verletzte | Hintergrund                       |
| ----------------- | ------------- | ----------------- | ------------------ | ----------------------------------------------- | ---------------------- | ---------------------------- | ------ | --------- | --------------------------------- |
| 25. Januar 2002   | Bogotá        | [ 115 ]           | vermutlich FARC-EP | marxistisch-leninistisch, links-nationalistisch | Sprengsatz auf Fahrrad |                              | 5      | 28        | Bewaffneter Konflikt in Kolumbien |
| 07. April 2002    | Villavicencio | [ 116 ]           | vermutlich FARC-EP | marxistisch-leninistisch, links-nationalistisch | Sprengsatz, Autobombe  | Zivilisten                   | 12     | 70        | Bewaffneter Konflikt in Kolumbien |
| 02. Mai 2002      | Bojayá        | [ 117 ]           | FARC-EP            | marxistisch-leninistisch, links-nationalistisch | Mörser                 | Kirche                       | 119    | 80        | Bewaffneter Konflikt in Kolumbien |
| 01. Juni 2002     | Chigorodó     | [ 118 ]           | FARC-EP            | marxistisch-leninistisch, links-nationalistisch | Sprengsatz             | Apartmenthaus                | 9      | 23        | Bewaffneter Konflikt in Kolumbien |
| 07. August 2002   | Bogotá        | [ 119 ]           | FARC-EP            | marxistisch-leninistisch, links-nationalistisch | 4 Sprengsätze          | Parlament, Präsidentenpalast | 14     | 69        | Bewaffneter Konflikt in Kolumbien |
| 22. Oktober 2002  | Bogotá        | [ 120 ]           | vermutlich FARC-EP | marxistisch-leninistisch, links-nationalistisch | Autobombe              | Polizeistation               | 7      | 24        | Bewaffneter Konflikt in Kolumbien |
| 09. Dezember 2002 | Bogotá        | [ 121 ]           | vermutlich FARC-EP | marxistisch-leninistisch, links-nationalistisch | Autobombe              | Polizeistation               | 0      | 65        | Bewaffneter Konflikt in Kolumbien |
| 13. Dezember 2002 | Bogotá        | [ 122 ]           |                    |                                                 | Paketbombe             | Restaurant                   | 0      | 32        | Bewaffneter Konflikt in Kolumbien |
| 16. Dezember 2002 | Neiva         | [ 123 ]           | vermutlich FARC-EP | marxistisch-leninistisch, links-nationalistisch | Sprengsatz             | Telekommunikationsbüro       | 0 (+1) | 25        | Bewaffneter Konflikt in Kolumbien |

## 2003
| Datum/Beginn       | Ort       | Artikel/Quelle(n) | Täter              | Politische Ausrichtung                          | Mittel        | Ziel                        | Tote | Verletzte | Hintergrund                       |
| ------------------ | --------- | ----------------- | ------------------ | ----------------------------------------------- | ------------- | --------------------------- | ---- | --------- | --------------------------------- |
| 16. Januar 2003    | Medellín  | [ 124 ]           | FARC-EP            | marxistisch-leninistisch, links-nationalistisch | Autobombe     | Regierungsgebäude           | 6    | 30        | Bewaffneter Konflikt in Kolumbien |
| 07. Februar 2003   | Bogotá    | [ 125 ]           | vermutlich FARC-EP | marxistisch-leninistisch, links-nationalistisch | Autobombe     | Nachtclub                   | 32   | 162+      | Bewaffneter Konflikt in Kolumbien |
| 14. Februar 2003   | Neiva     | [ 126 ]           | vermutlich FARC-EP | marxistisch-leninistisch, links-nationalistisch | Sprengsatz    | Flugzeug                    | 18   | 37        | Bewaffneter Konflikt in Kolumbien |
| 05. März 2003      | Cúcuta    | [ 127 ]           | vermutlich ELN     | marxistisch-leninistisch                        | Sprengsatz    | Einkaufszentrum, Zivilisten | 7    | 68        | Bewaffneter Konflikt in Kolumbien |
| 06. Juli 2003      | Caquetá   | [ 128 ]           | vermutlich FARC-EP | marxistisch-leninistisch, links-nationalistisch | Sprengsatz    | Zivilisten                  | 1    | 35        | Bewaffneter Konflikt in Kolumbien |
| 28. September 2003 | Florencia | [ 129 ]           | vermutlich FARC-EP | marxistisch-leninistisch, links-nationalistisch | Motorradbombe | Bar                         | 11   | 48        | Bewaffneter Konflikt in Kolumbien |

## 2004
| Datum/Beginn     | Ort      | Artikel/Quelle(n) | Täter              | Politische Ausrichtung                          | Mittel     | Ziel                 | Tote | Verletzte | Hintergrund                       |
| ---------------- | -------- | ----------------- | ------------------ | ----------------------------------------------- | ---------- | -------------------- | ---- | --------- | --------------------------------- |
| 16. Februar 2004 | Casanare | [ 130 ]           | vermutlich FARC-EP | marxistisch-leninistisch, links-nationalistisch | Granate    | Festival, Zivilisten | 0    | 22        | Bewaffneter Konflikt in Kolumbien |
| 05. Mai 2004     | Tame     | [ 131 ]           | vermutlich FARC-EP | marxistisch-leninistisch, links-nationalistisch | Autobombe  | Supermarkt           | 3    | 38        | Bewaffneter Konflikt in Kolumbien |
| 24. Mai 2004     | Apartadó | [ 132 ]           | vermutlich FARC-EP | marxistisch-leninistisch, links-nationalistisch | Sprengsatz | Nachtclub            | 6    | 82        | Bewaffneter Konflikt in Kolumbien |

## 2007
| Datum/Beginn   | Ort  | Artikel/Quelle(n) | Täter              | Politische Ausrichtung                          | Mittel    | Ziel           | Tote | Verletzte | Hintergrund                       |
| -------------- | ---- | ----------------- | ------------------ | ----------------------------------------------- | --------- | -------------- | ---- | --------- | --------------------------------- |
| 09. April 2007 | Cali | [ 133 ]           | vermutlich FARC-EP | marxistisch-leninistisch, links-nationalistisch | Autobombe | Polizeistation | 1    | 34        | Bewaffneter Konflikt in Kolumbien |

## 2008
| Datum/Beginn       | Ort     | Artikel/Quelle(n) | Täter           | Politische Ausrichtung | Mittel     | Ziel            | Tote | Verletzte | Hintergrund                       |
| ------------------ | ------- | ----------------- | --------------- | ---------------------- | ---------- | --------------- | ---- | --------- | --------------------------------- |
| 14. August 2008    | Ituango | [ 134 ]           | vermutlich FARC | marxistisch            | Sprengsatz | Zivilisten      | 7    | 52        | Bewaffneter Konflikt in Kolumbien |
| 01. September 2008 | Cali    | [ 135 ]           | vermutlich FARC | marxistisch            | Autobombe  | Gerichtsgebäude | 5    | 26        | Bewaffneter Konflikt in Kolumbien |

## 2009
| Datum/Beginn       | Ort      | Artikel/Quelle(n) | Täter              | Politische Ausrichtung                          | Mittel                | Ziel       | Tote | Verletzte | Hintergrund                       |
| ------------------ | -------- | ----------------- | ------------------ | ----------------------------------------------- | --------------------- | ---------- | ---- | --------- | --------------------------------- |
| 27. Januar 2009    | Bogotá   | [ 136 ]           | vermutlich FARC-EP | marxistisch-leninistisch, links-nationalistisch | Sprengsatz            | Videothek  | 2    | 20        | Bewaffneter Konflikt in Kolumbien |
| 21. Juli 2009      | Corinto  | [ 137 ]           | vermutlich FARC-EP | marxistisch-leninistisch, links-nationalistisch | Granate, Schusswaffen | Zivilisten | 3    | 20        | Bewaffneter Konflikt in Kolumbien |
| 05. September 2009 | Medellín | [ 138 ]           |                    |                                                 | Granate               | Zivilisten | 1    | 30        | Bewaffneter Konflikt in Kolumbien |

## 2010
| Datum/Beginn  | Ort          | Artikel/Quelle(n) | Täter | Politische Ausrichtung | Mittel    | Ziel              | Tote | Verletzte | Hintergrund                       |
| ------------- | ------------ | ----------------- | ----- | ---------------------- | --------- | ----------------- | ---- | --------- | --------------------------------- |
| 24. März 2010 | Buenaventura | [ 139 ]           |       |                        | Autobombe | Regierungsgebäude | 9    | 51        | Bewaffneter Konflikt in Kolumbien |

## 2012
| Datum/Beginn       | Ort             | Artikel/Quelle(n) | Täter              | Politische Ausrichtung                          | Mittel        | Ziel                       | Tote | Verletzte | Hintergrund                       |
| ------------------ | --------------- | ----------------- | ------------------ | ----------------------------------------------- | ------------- | -------------------------- | ---- | --------- | --------------------------------- |
| 01. Februar 2012   | Nariño          | [ 140 ]           | vermutlich FARC-EP | marxistisch-leninistisch, links-nationalistisch | Motorradbombe | Polizeistation, Zivilisten | 9    | 70        | Bewaffneter Konflikt in Kolumbien |
| 02. Februar 2012   | Cauca           | [ 141 ]           | FARC-EP            | marxistisch-leninistisch, links-nationalistisch | Mörser        | Polizeistation, Zivilisten | 6    | 34        | Bewaffneter Konflikt in Kolumbien |
| 02. September 2012 | Barrancabermeja | [ 142 ]           |                    |                                                 | Granate       | Zivilisten                 | 0    | 26 (+1)   | Bewaffneter Konflikt in Kolumbien |
| 24. September 2012 | Nariño          | [ 143 ]           | ELN                | marxistisch-leninistisch                        | Sprengsatz    | Krankenhaus                | 0    | 20        | Bewaffneter Konflikt in Kolumbien |
| 11. November 2012  | Cauca           | [ 144 ]           | FARC-EP            | marxistisch-leninistisch, links-nationalistisch | Autobombe     | Polizeistation, Zivilisten | 0    | 25        | Bewaffneter Konflikt in Kolumbien |

## 2013
| Datum/Beginn      | Ort      | Artikel/Quelle(n) | Täter   | Politische Ausrichtung                          | Mittel                 | Ziel                                          | Tote | Verletzte | Hintergrund                       |
| ----------------- | -------- | ----------------- | ------- | ----------------------------------------------- | ---------------------- | --------------------------------------------- | ---- | --------- | --------------------------------- |
| 12. Februar 2013  | Guaviare | [ 145 ]           | FARC-EP | marxistisch-leninistisch, links-nationalistisch | Granaten, Schusswaffen | Polizisten, Zivilisten                        | 2    | 27        | Bewaffneter Konflikt in Kolumbien |
| 21. Juli 2013     | Cúcuta   | [ 146 ]           |         |                                                 | Handgranate            | Nachtclub                                     | 1    | 20        | Bewaffneter Konflikt in Kolumbien |
| 07. Dezember 2013 | Inzá     | [ 147 ]           | FARC    | marxistisch                                     | Autobombe              | Regierungsgebäude, Polizeistation, Zivilisten | 8    | 38        | Bewaffneter Konflikt in Kolumbien |

## 2014
| Datum/Beginn    | Ort     | Artikel/Quelle(n) | Täter   | Politische Ausrichtung                          | Mittel        | Ziel                       | Tote | Verletzte | Hintergrund                       |
| --------------- | ------- | ----------------- | ------- | ----------------------------------------------- | ------------- | -------------------------- | ---- | --------- | --------------------------------- |
| 16. Januar 2014 | Pradera | [ 148 ]           | FARC-EP | marxistisch-leninistisch, links-nationalistisch | Motorradbombe | Polizeistation, Zivilisten | 1    | 61        | Bewaffneter Konflikt in Kolumbien |

## 2017
| Datum/Beginn     | Ort    | Artikel/Quelle(n) | Täter                                                 | Politische Ausrichtung   | Mittel                    | Ziel            | Tote | Verletzte | Hintergrund                       |
| ---------------- | ------ | ----------------- | ----------------------------------------------------- | ------------------------ | ------------------------- | --------------- | ---- | --------- | --------------------------------- |
| 19. Februar 2017 | Bogotá | [ 149 ]           | ELN                                                   | marxistisch-leninistisch | Sprengsatz mit Fernzünder | Polizeischule   | 1    | 26        | Bewaffneter Konflikt in Kolumbien |
| 17. Juni 2017    | Bogotá | [ 150 ]           | vermutlich ELN, People’s Revolutionary Movement (MRP) |                          | Sprengsatz                | Einkaufszentrum | 3    | 8         | Bewaffneter Konflikt in Kolumbien |

## 2018
| Datum/Beginn    | Ort          | Artikel/Quelle(n) | Täter | Politische Ausrichtung   | Mittel      | Ziel           | Tote | Verletzte | Hintergrund                       |
| --------------- | ------------ | ----------------- | ----- | ------------------------ | ----------- | -------------- | ---- | --------- | --------------------------------- |
| 27. Januar 2018 | Barranquilla | [ 151 ]           | ELN   | marxistisch-leninistisch | Sprengstoff | Polizeistation | 6    | 41        | Bewaffneter Konflikt in Kolumbien |

## 2019
| Datum/Beginn    | Ort    | Artikel/Quelle(n) | Täter                              | Politische Ausrichtung   | Mittel                             | Ziel                        | Tote    | Verletzte | Hintergrund                       |
| --------------- | ------ | ----------------- | ---------------------------------- | ------------------------ | ---------------------------------- | --------------------------- | ------- | --------- | --------------------------------- |
| 17. Januar 2019 | Bogotá | [ 152 ] [ 153 ]   | José Aldemar Rojas Rodríguez (ELN) | marxistisch-leninistisch | Selbstmordattentäter mit Autobombe | Polizeiakademie, Zivilisten | 21 (+1) | 67        | Bewaffneter Konflikt in Kolumbien |

## 2021
| Datum/Beginn  | Ort     | Artikel/Quelle(n) | Täter                       | Politische Ausrichtung                          | Mittel    | Ziel              | Tote | Verletzte | Hintergrund                       |
| ------------- | ------- | ----------------- | --------------------------- | ----------------------------------------------- | --------- | ----------------- | ---- | --------- | --------------------------------- |
| 26. März 2021 | Corinto | [ 154 ]           | vermutlich FARC-EP          | marxistisch-leninistisch, links-nationalistisch | Autobombe | Bürgermeisterbüro | 0    | 43        | Bewaffneter Konflikt in Kolumbien |
| 15. Juni 2021 | Cúcuta  | [ 155 ]           | vermutlich ELN oder FARC-EP | marxistisch-leninistisch, links-nationalistisch | Autobombe | Militärstützpunkt | 0    | 36        | Bewaffneter Konflikt in Kolumbien |

## 2024
| Datum/Beginn       | Ort       | Artikel/Quelle(n)      | Täter   | Politische Ausrichtung | Mittel                   | Ziel      | Tote              | Verletzte | Hintergrund |                                   |
| ------------------ | --------- | ---------------------- | ------- | ---------------------- | ------------------------ | --------- | ----------------- | --------- | ----------- | --------------------------------- |
| 17. September 2024 | Kolumbien | Departamento de Arauca | [ 156 ] | ELN                    | marxistisch-leninistisch | Autobombe | Militärstützpunkt | 2         | 27          | Bewaffneter Konflikt in Kolumbien |